# 深谷水道

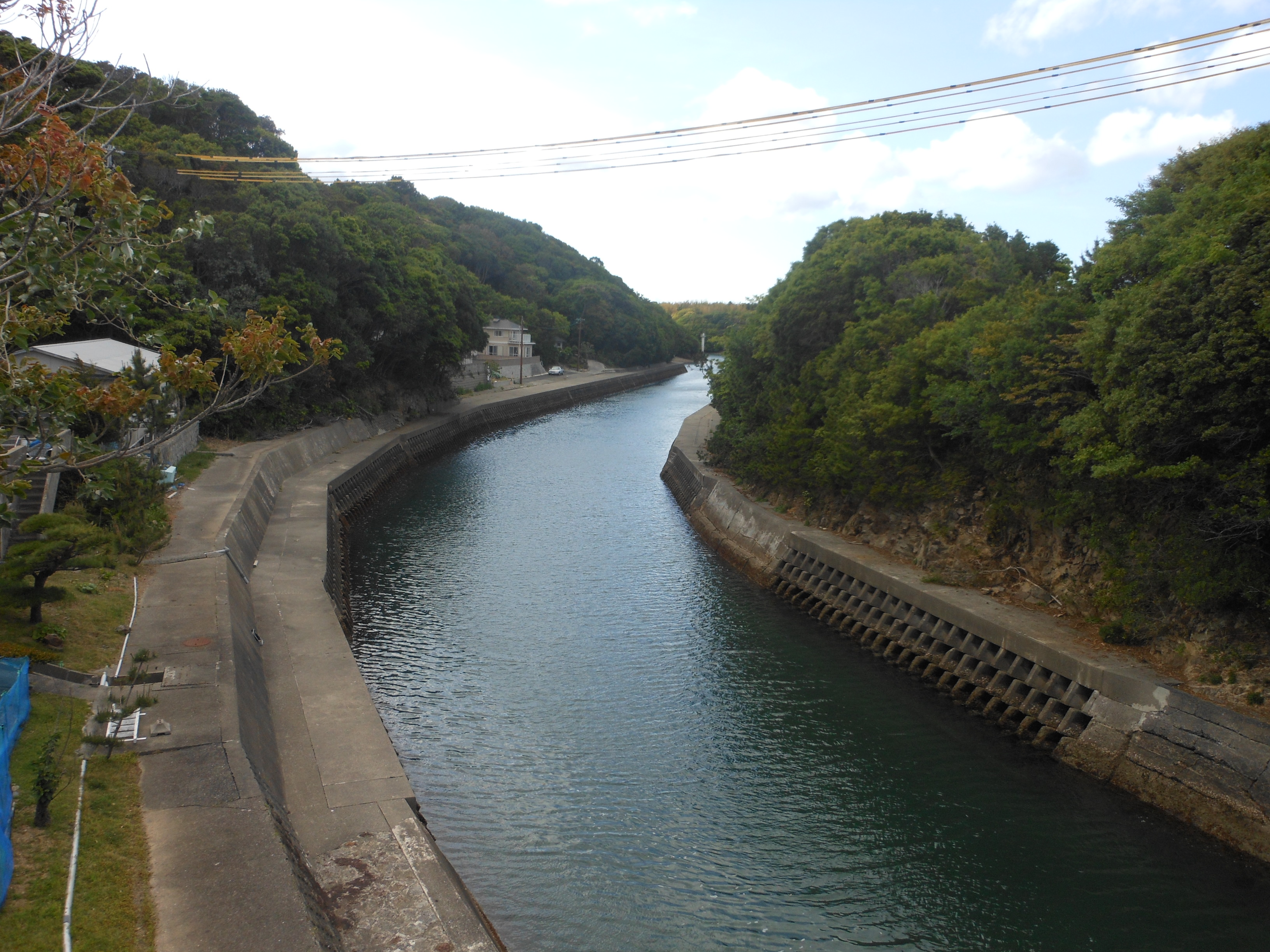
深谷水道（2013年）

深谷水道（ふかやすいどう）は、三重県志摩市にある運河。英虞湾と太平洋を結ぶ。2006年（平成18年）に水産庁が発表した「未来に残したい漁業漁村の歴史文化財産百選」に「志摩漁業の土木遺跡」の1つとして選定された。
志摩半島の南端にある先島半島は、この運河によって本土から切り離されており、島のようになっている。

## 概要

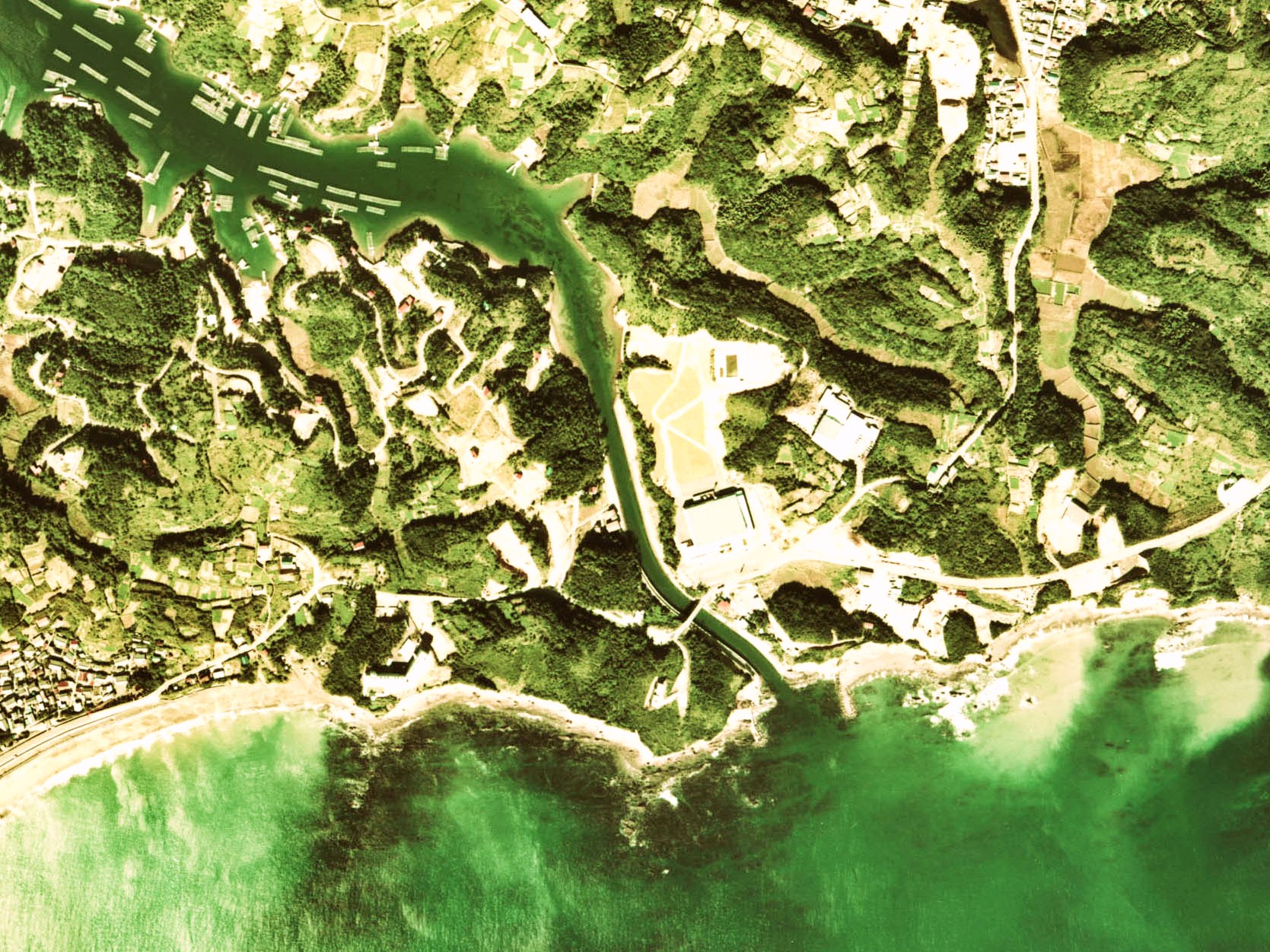
深谷水道付近の空中写真。画像下方が外洋（太平洋）、左上に続くイカダの浮かぶ水面が英虞湾である。（1975年撮影）

志摩市の南方、志摩市大王町船越と同市志摩町片田の境界に位置し、旧志摩郡大王町と同郡志摩町の町境となっていた。全長660m、幅 14.5 mで、英虞湾と太平洋を最短距離で結んでいる。水路は南北方向に通っており、北端と南端に灯台が設置されている。
地理的に見て最も陸地部が狭かったため、この場所に水道が建設された。
地元の三重県立水産高等学校教員である湖城重仁が1960年（昭和35年）から1964年（昭和39年）にかけて深谷水道で海藻の分布を調査したところ、水道の深部では外洋性の海藻から内海性の海藻へと徐々に変化していった一方、潮間帯では水道口で植生が大きく変化しており、外洋水は深部では多く流入していることが明らかになった。

## 歴史

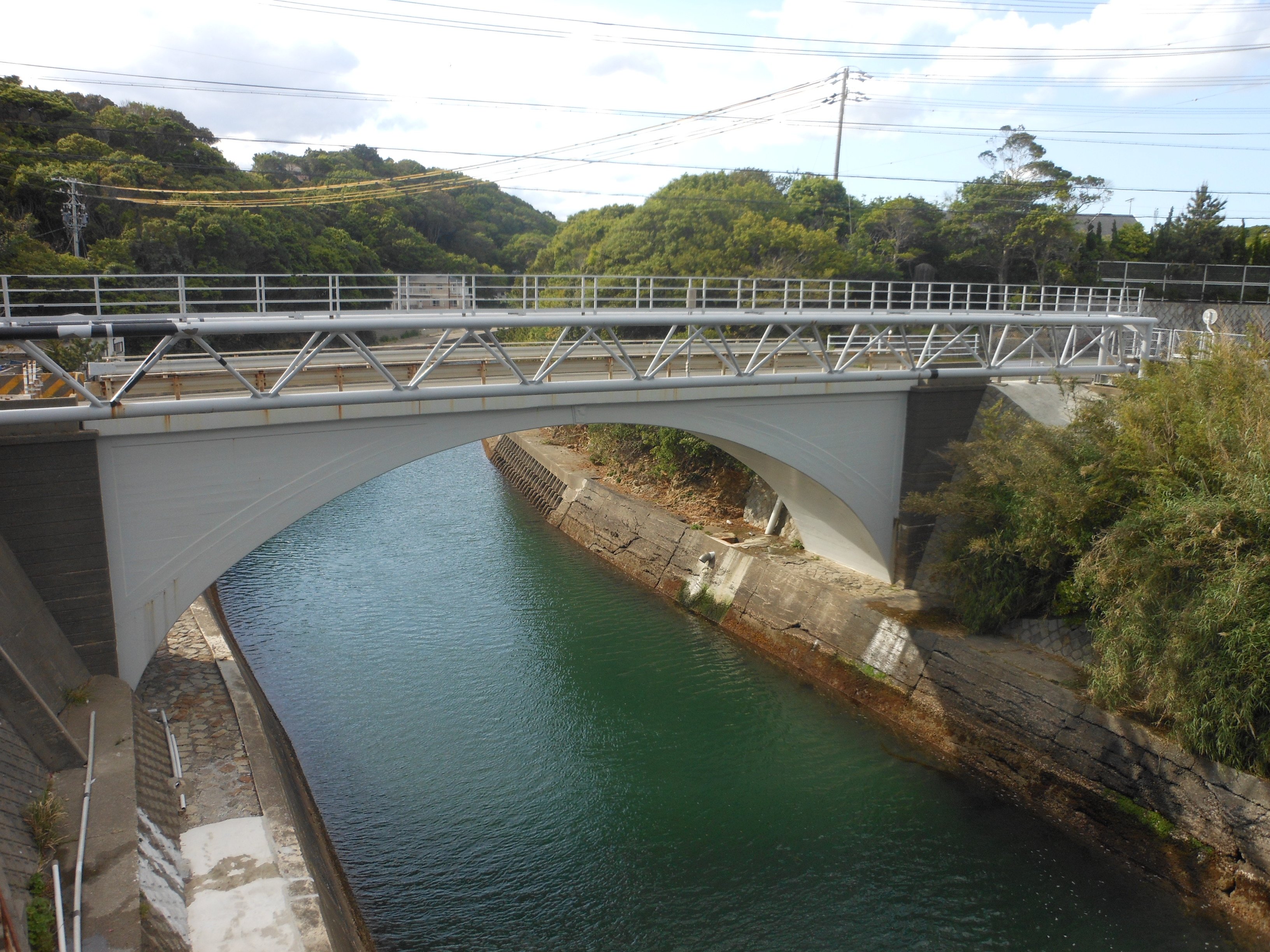
深谷水道に架けられた深谷大橋（現在の深谷橋）

御木本幸吉が真珠の養殖に成功して以降、アコヤガイの産地である英虞湾では、真珠養殖が盛んになった。当時の船越村や片田村でも真珠養殖が行われたが、湾奥に位置するため冷水が滞留しやすく、赤潮が発生するなど問題を抱えていた。特に1926年（大正15年）には、数十日にわたって海水温の低い状態が継続し、アコヤガイのほとんどが死滅するという大きな被害が発生した。そこで、黒潮の流れる暖かい太平洋の水を英虞湾に引き込むため、深谷水道開発委員会が結成された。1931年（昭和6年）4月に三重県庁から許可が下り、同年8月に着工した。『片田村郷土誌』等によれば、当時船越村や片田村の村民以外からは、深谷水道の開削により悪影響が出るのではないか、と建設に反対していたという。
1932年（昭和7年）10月14日に工事は完了、深谷水道が開通した。工費は当時の金額で135,000円を要し、船越・片田両村が負担した。深谷水道の完成により、英虞湾の水質が改善されたばかりでなく、英虞湾と太平洋を往来する漁船にとっても便利な通り道となった。また水道完成を契機として、片田浦に新しく港を造れるようになり、麦崎沖に張る大敷網も作られた。この水道によって志摩半島から先島半島が切り離されたため、水道上には三重県道として深谷大橋が設けられた。1969年（昭和44年）9月6日には、「公共性の高い航路」として、漁港指定を受け、深谷漁港の一部となった。
2006年（平成18年）2月17日、「未来に残したい漁業漁村の歴史文化財産百選」が水産庁から発表され、「志摩漁業の土木遺跡」として波切漁港の石積み遺跡とともに選定された。
2011年（平成23年）3月11日、太平洋三陸沖を震源として発生した東北地方太平洋沖地震で、深谷水道から侵入した津波が英虞湾内の真珠筏に被害を与えている。

## 深谷水道に架かる橋梁

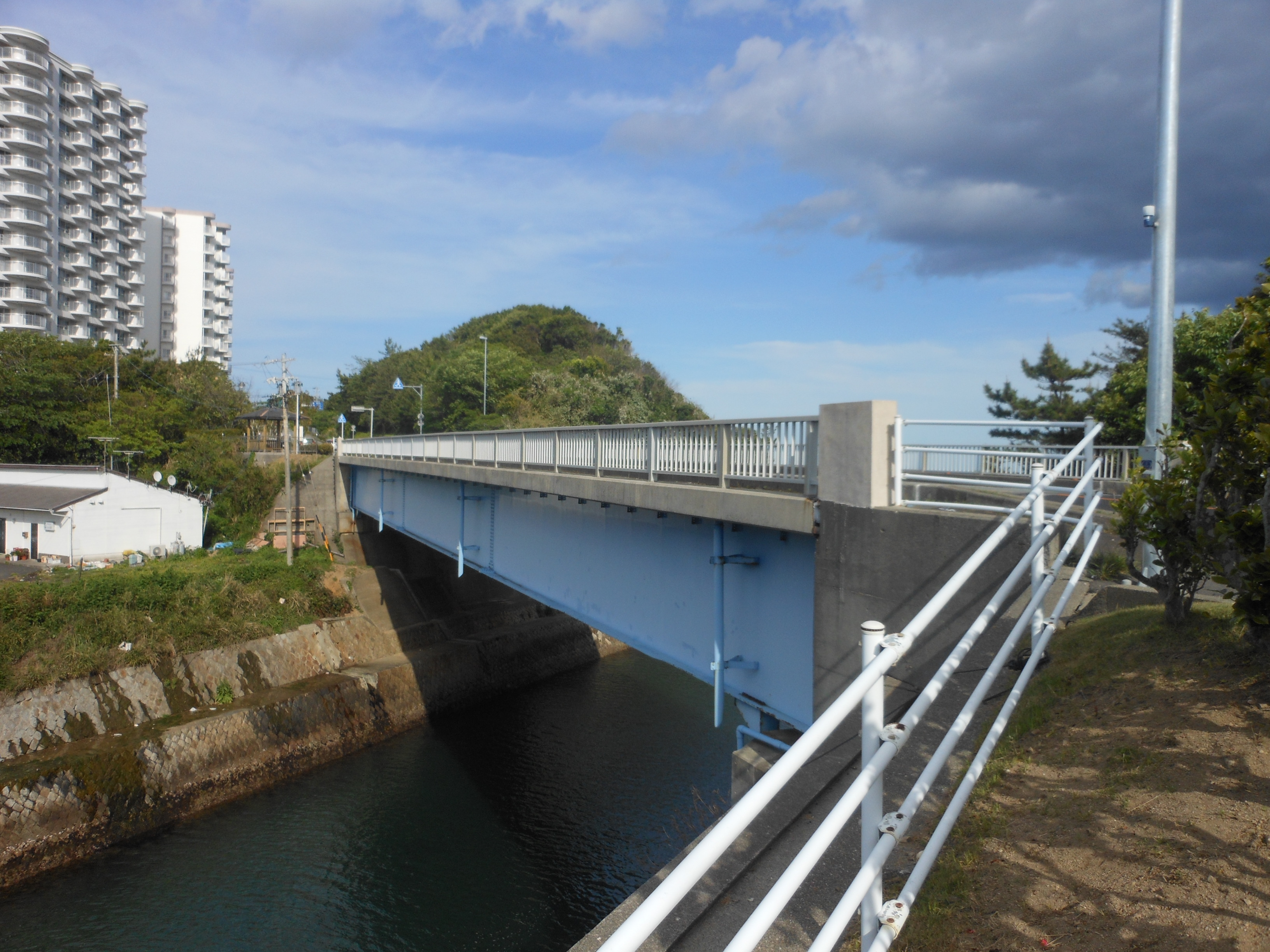
深谷大橋
志摩町片田側から大王町船越側を望む。写真左上の建物は「志摩シーサイドリゾート」。

深谷水道には、国道260号の深谷大橋と志摩市道の深谷橋の2本の橋梁が架けられている。
深谷大橋は、1978年（昭和53年）5月26日に架橋。
深谷橋は、水道完成により架橋された。鉄筋コンクリート構造のアーチ式の橋で、完成当時は「深谷大橋」という名称で先島地方（旧・志摩郡志摩町）で最大の橋であった。架橋時は三重県道、後に国道となったが、深谷大橋の完成により名称を「深谷橋」と改め、国道ではなくなった。

## 周辺
大王町船越側には、リゾートマンションの「志摩アーバンリゾート」・「志摩シーサイドリゾート」がある。なお、1981年（昭和56年）4月設置の京都市野外教育センター奥志摩みさきの家もあったが、2022年（令和4年）11月に京都市会で施設を廃止する条例案が可決された。
志摩町片田側には、デイサービスセンターはまみの里や片田種苗センターがある。
深谷水道に公共交通を利用して訪れる場合、近鉄志摩線 鵜方駅より三重交通バスの路線バス・御座港行きに乗車、「深谷水道」バス停で下車する。自動車 を利用する場合、国道260号沿いにある。